# Thad H. Brown

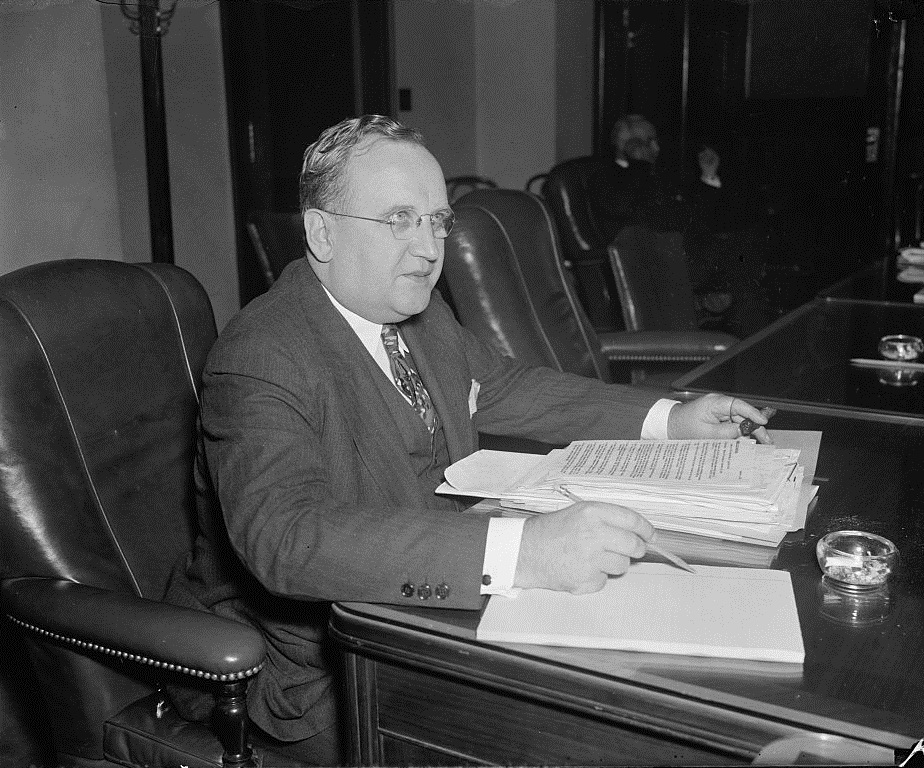
Thad H. Brown

Thaddeus Harold Brown (* 10. Januar 1887 in Cardington, Ohio; † 25. Februar 1941 in Cleveland, Ohio) war ein US-amerikanischer Jurist, Offizier und Politiker (Republikanische Partei). Er saß in der Ohio General Assembly und war von 1923 bis 1927 Secretary of State von Ohio.

## Werdegang
Thaddeus Harold Brown, Sohn von Ella Dell Monroe und William Henry Brown, wurde 1887 im Morrow County (Ohio) geboren. Über seine Jugendjahre ist nichts bekannt. Brown studierte Jura und erhielt seine Zulassung als Anwalt. Zwischen 1909 und 1911 saß er im Repräsentantenhaus von Ohio. Er heiratete am 10. November 1915 Marie Thrailkill. Während des Ersten Weltkrieges verpflichtete er sich in der US Army. Er diente vom 13. Juli 1917 als Captain im Quartermaster Corps und vom 11. Oktober 1918 bis zu seinem Ausscheiden aus der Armee als Captain im Judge Advocate General’s Corps in Fort Sam Houston (Texas). 1920 war er Commander of American Legion in Columbus (Ohio). Brown wurde 1922 zum Secretary of State gewählt und 1924 wiedergewählt. Er bekleidete den Posten von 1923 bis 1927. Bei der republikanischen Vorwahlen im Jahr 1926 für das Amt des Gouverneurs von Ohio erlitt er eine Niederlage. Brown nahm 1928 als Delegierter an der Republican National Convention teil und fungierte im selben Jahr als Wahlmann bei der Präsidentschaftswahl von 1928. Am 28. März 1932 wurde er in die Federal Radio Commission berufen und diente dort bis zu seiner Berufung in die nachfolgende Behörde. Am 11. Juli 1934 wurde er zum Kommissar in der neugegründeten Federal Communications Commission ernannt – ein Posten, welchen er bis zum 30. Juni 1940 innehatte. Brown verstarb am 25. Februar 1941 in Cleveland und wurde dann auf dem Nationalfriedhof Arlington beigesetzt. Er war Presbyterianer, Freimaurer und Mitglied der Phi Kappa Psi, Phi Delta Phi und Shriners.